# 데니스 가보르

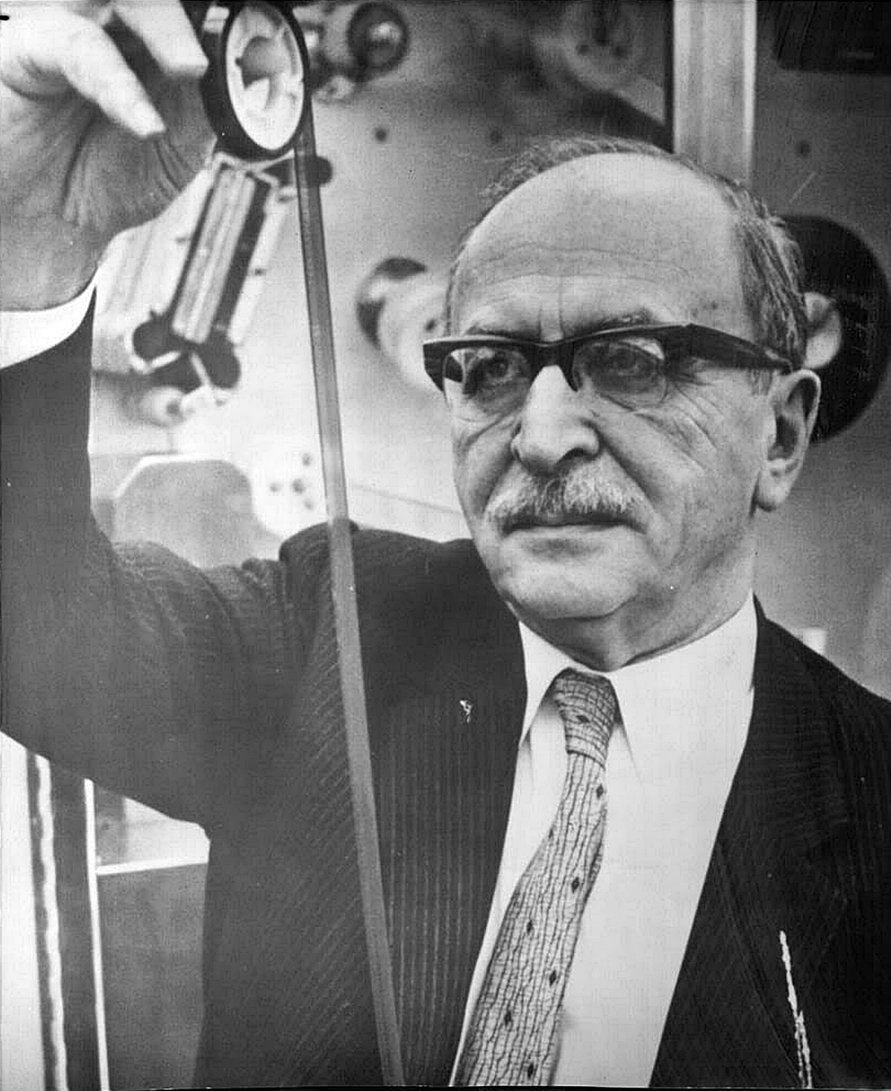

데니스 가보르(영어: Dennis Gabor CBE FRS, 헝가리어: Gábor Dénes 가보르 데네시[*], 1900년 6월 5일 ~ 1979년 2월 8일)는 홀로그래피의 발명으로 1971년에 노벨 물리학상을 받은 헝가리계 영국인 전기 공학자이자 발명가이다.

## 생애
그는 헝가리 부다페스트의 유대인 가정에서 태어났으며, 그의 본명은 귄스베르그 데네시(Günszberg Dénes)이다. 그는 제 1차 세계 대전 중에 입영 영장을 받고 헝가리 포병대에 입대하여 남부 이탈리아 전선에 배치되었다. 그는 1918년에 부다페스트 기술 경제 대학교에 입학했고, 이후에는 베를린 기술 대학교 (당시에는 베를린 샤를로텐부르크 기술 대학)에서 공부했다. 그 곳에서 음극선 오실로그래프를 이용해 고압 송전관의 성질을 조사한 경험으로 그는 전자 광학에 흥미를 갖게 되었다. 오실로그래프의 기본적인 사용 방법에 대해 공부하면서 그는 전자 현미경이나 텔레비전 수상관과 같은 전자 빔 관련 기기에도 관심을 두기 시작했다. 그는 음극선관에 대한 논문으로 1927년에 박사 학위를 받았고 플라즈마 램프에 대해 연구하기 시작했다.

유대인이었던 그는 나치를 피해 영국의 워릭셔주에 위치한 BTH의 개발부에서 일하게 되었다. 그 곳에서 그는 1936년에 결혼을 했고, 1946년에 영국 시민권을 취득하였다. 또 1947년에는 홀로그래피를 발명했다. 그가 발명한 홀로그래피는 수은등을 이용했는데, 이후 레이저의 발명으로 홀로그램은 상용화되었다.

1948년, 그는 임페리얼 칼리지 런던으로 이직했고 1958년에는 응용 과학과 교수가 되어 1967년에 은퇴할 때까지 일했다. 은퇴 이후 이탈리아에서 머물면서도 그는 수석 연구원으로서 임페리얼 칼리지 런던과 접촉을 유지했고 CBS 연구소의 임원으로 있었는데, 그 곳에서 그는 평생을 함께한 친구인 연구소장 피터 골드마크와 함께 일했다. 임페리얼 칼리지 런던의 신관 중 하나는 임페리얼 칼리지 런던에 대한 그의 업적을 기려 가보르 홀이라고 불린다.
이후 레이저의 발명과 홀로그램에 대한 응용이 이루어지면서 그는 세계적인 명성을 누리게 되었다. 그는 노벨 물리학상 이외에도 많은 상을 수여받았다.

## 수상
1956년 - 영국 왕립 학회 연구원 

1964년 - 헝가리 과학 아카데미 명예 회원 

런던 대학교 과학 박사
1967년 - 영 메달 : 광학 분야에 대한 두드러진 업적 

콜럼버스 상
1968년 - 알버트 마이클슨 메달 

럼포드 메달
1970년 - 사우스햄프턴 대학교 명예 박사 

전기 전자 공학 연구소 명예 훈장
대영 제국 훈장 3등급(CBE)
1971년 - 노벨 물리학상 

델프트 공과대학교 명예 박사
1972년 - 홀웩 상

## 같이 보기
- 포츠담에 있는 데니스 가보르 거리는 그의 이름을 따서 지어진 것이다.
- 국제 광자 공학회(SPIE)는 그의 공헌을 기려 매년 그의 이름을 딴 데니스 가보르 상을 수여한다[5].
- 헝가리 과학 아카데미의 노보퍼 재단은 물리학과 응용 기술 분야에 종사하는 젊은 과학자에게 매년 국제 데니스 가보르 상을 수여한다.
- 영국 왕립 협회가 수여하는 가보르 메달의 이름은 그의 이름을 따서 지어진 것이다[6].
- 2010년 6월 5일 구글은 그의 110번째 생일을 기념하여 로고를 홀로그램처럼 꾸몄다[7].